# Sekvenskonst

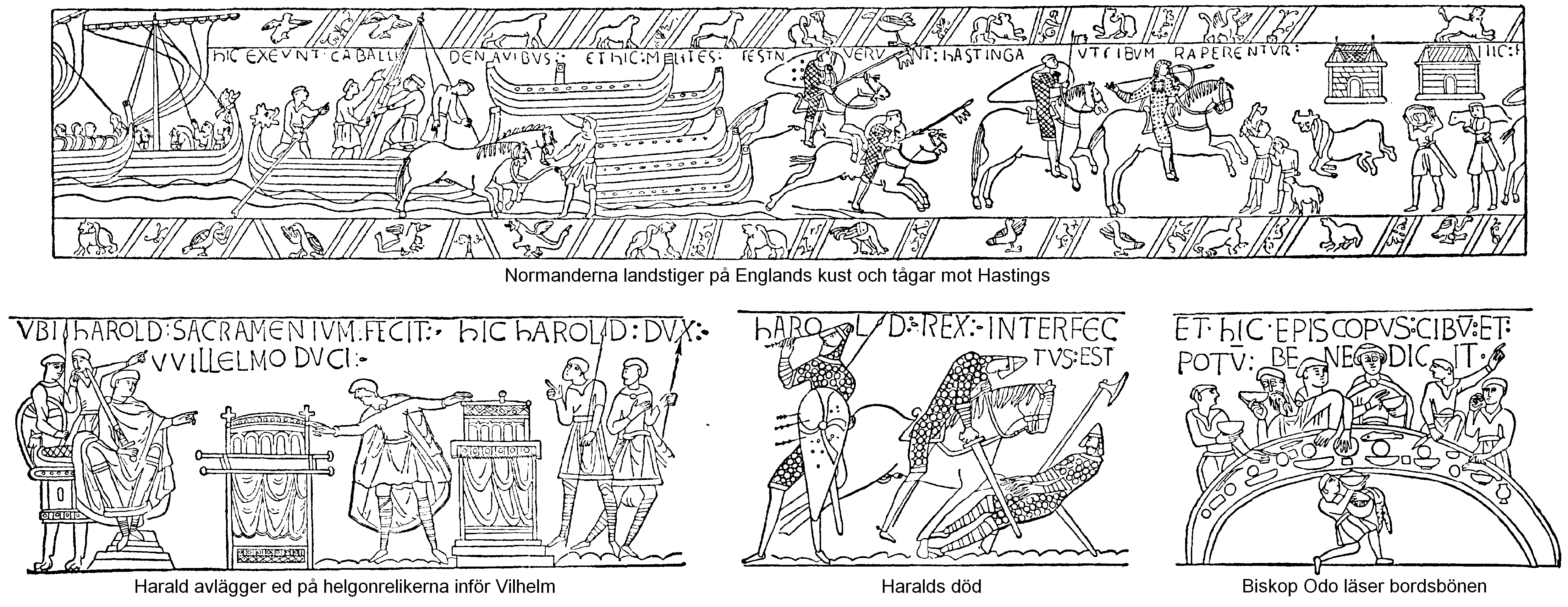
Bayeuxtapeten från ca 1076, ett inom serieteorin ofta åberopat exempel på sekvenskonst. Illustration från Nordisk familjebok.

Sekvenskonst, sekventiell konst (engelska: sequential art), är ett begrepp som används inom serieteorin för olika sorters konstverk som, i likhet med den tecknade serien, kopplar ihop stillbilder i syfte att tolkas i en förbestämd sekvens, för att på så vis berätta en historia. 
Begreppet, som fick spridning genom Will Eisners serieteoretiska standardverk Comics and Sequential Art från 1985, är inte exakt definierat. Det används dock huvudsakligen om serieliknande konstverk och traditioner inom konsthistorien fram till och med 1800-talet. Här ryms även samtida konst av seriekaraktär (till exempel inom popkonsten) bildmanus inom animation, liksom serieliknande bilderböcker – inom serieteorin kallade "bildberättelser". Det i Japan populära formatet light novel, lätt illustrerade kortromaner, kan räknas till den senare sorten.
Som exempel på tidig sekvenskonst har nämnts grottmålningarna i Altamira, piktografisk skrift, fornegyptiska gravmålningar, Trajanuskolonnen, Dresden Codex och andra förcolumbiska manuskript från mixteker och mayaindianer, den franska Bayeuxtapeten, tak- och glasmålningar i medeltida europeiska kyrkor, den tyske renässanskonstnären Lucas Cranach den äldres "Adam och Eva", japanska emaki som chōjū giga, slovenska bikupepaneler, samt 1700-talskonstnärer som William Hogarth, Thomas Rowlandson, och James Gillray.